# Ацил-КоА-дегидрогеназы
Ацил-КоА-дегидрогеназы, также ACADs (сокр. от англ. Acyl-CoA dehydrogenases, КФ 1.3.99.3) — семейство ферментов из класса оксидоредуктаз, которые катализируют реакции переноса протона (дегидрогенизация) от субстрата — ацил-КоА жирной кислоты на электрон-переносящий флавопротеин (FAD), участвуют в процессе β-окисления. Результатом реакции является образование двойной связи расположенной между атомами С2 (α) и С3 (β) в молекуле тиоэфира субстрата (ацил-КоА).
Флавопротеин в данном случае молекула FAD является простетической группой.
Ферменты катализируют реакции β-окисления жирных кислот, протекающие по следующей схеме:
или Ацил-КоА + FAD → транс-2,3-дегидроацил-КоА + FADH2
Образовавшийся продукт реакции тиоэфир ненасыщенной жирной кислоты (транс-Δ2-еноил-КоА) имеет двойную связь в транс-положении.
ACADs могут быть разделены на три группы в зависимости от их специфики для коротко-, средне- и длинноцепочечных ацил-КоА жирных кислот. Несмотря на различия длины цепей субстрата, все виды ACADs механистически подобны. Различия в ферментах происходит на основе расположения активного центра в аминокислотной последовательности.
Ферменты ACADs идентифицированы у многих животных (9 важнейших ферментов), а том числе нематод, а также у растений, грибов и бактерий. Пять из этих девяти ферментов участвуют в β-окислении жирных кислот (SCAD, MCAD, LCAD, VLCAD, и VLCAD2), 
а остальные четыре участвуют в метаболизме аминокислот с разветвлённой цепью (i3VD, i2VD, GD и iBD). Большинство ацил-КоА-дегидрогеназ являются α4-гомотетрамерами, а в двух случаях (для очень длинноцепочечных жирных кислотных субстратов) они являются α2-гомодимерами. Был обнаружен дополнительный класс ацил-КoA-дегидрогеназ, который катализирует реакции α,β-ненасыщенности с стероил-КoA-тиоэфирами в некоторых типах бактерий. Было продемонстрировано, что этот класс ACAD образует гетеротетрамеры α2β2, а не обычный гомотетрамер α4, белковая архитектура, которых развилась для того, чтобы разместить гораздо больший по размеру стероил-КoA-субстрат.

## Структура

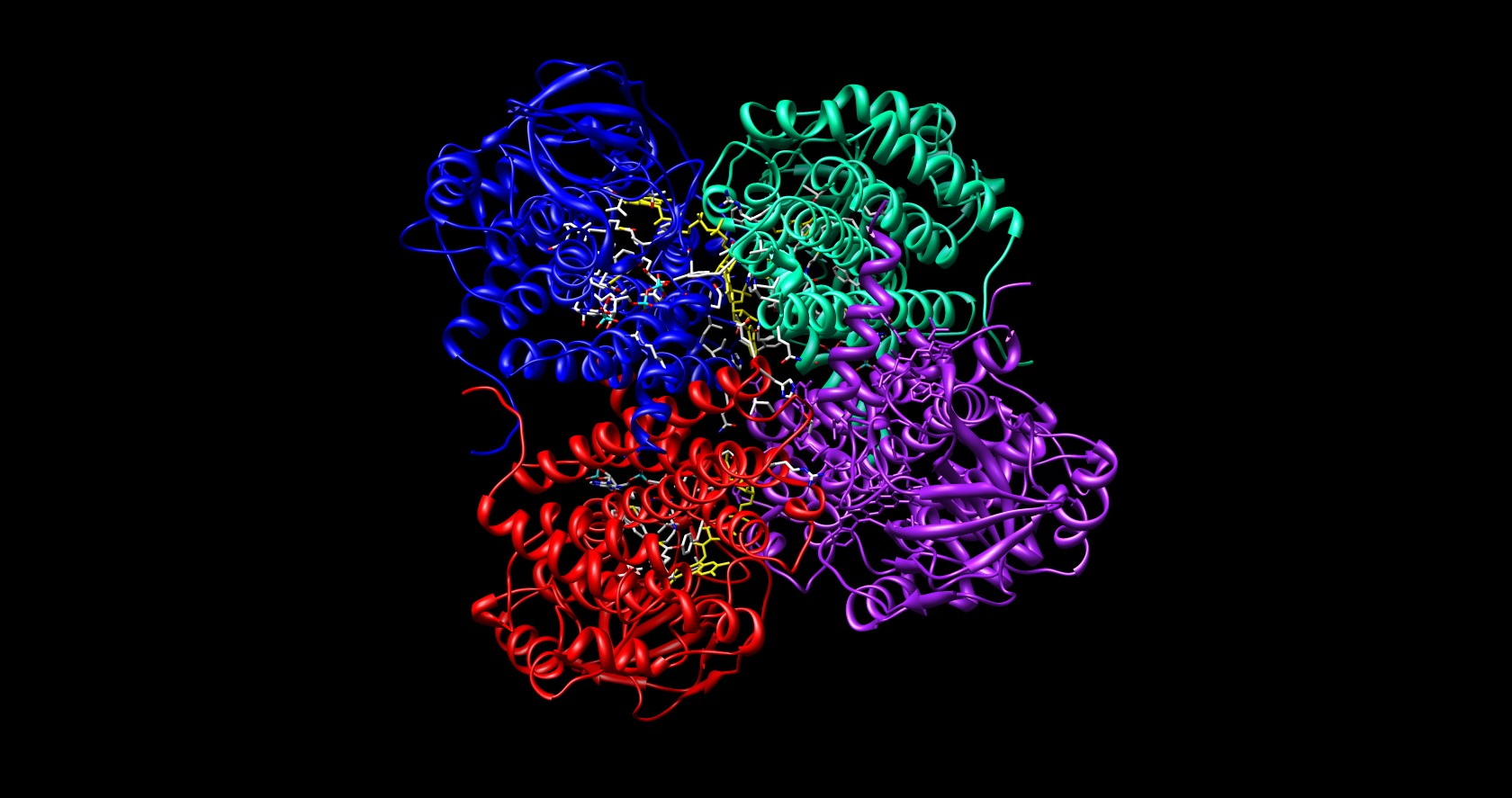
Структура Ацил-КоА-дегидрогеназы жирных кислот со средней длиной цепи (MCAD) в виде тетрамера. Молекула FAD показана жёлтым цветом.

Наиболее изученной структурой среди ферментов данной группы является структура Ацил-КоА-дегидрогеназы жирных кислот со средней цепью (MCAD, КФ 1.3.8.7). Она представлена в виде тетрамера, в каждой субъединице которой содержится по 400 аминокислотных остатков и 1 молекула FAD на один мономер. Тетрамер классифицируют как «димер димера», имеющий общий диаметр в 90 Å (9 нм).
Простетическая группа — FAD связывается с тремя доменами мономера, где вносит существенный вклад в общую стабильность фермента. Ацил-КоА жирных кислот полностью связывается с каждым мономером фермента. Активный центр выровнен аминокислотными остатками F252, T255, V259, T96, T99, A100, L103, Y375, Y375 и E376.   
MCAD может связываться с довольно широким спектром длины цепей субстратов — ацил-КоА жирных кислот, однако исследования показывают, что наиболее специфичной целью для связывания является октаноил-КоА (С8-КоА).

## Механизм катализа

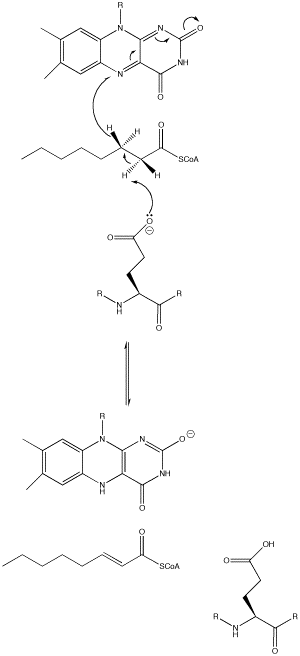
Общий механизм катализа ацил-КоА-дегидрогеназы.

Механизм катализа основывается на реакциях элиминирования E2 (отщепления) двух протонов от субстрата и, последующим их переносом на FAD. Отщепление протонов инициируется остатком глутамата, который, хоть и необходим для механизма протекания реакции, не сохраняется.
Остаток глутамата может появляться в самых различных местах в различных видах ацил-КоА-дегидрогеназ (например, для MCAD это Glu-376). Он депротонирует (отщепляет) про-R водород  у атома углерода в положении α (C2) в молекуле ацил-КоА. 
Водородные связи карбонильного кислорода субстрата для обоих 2'-ОН групп рибитола в боковой цепи FAD и основной цепи N—H из ранее упомянутого остатка глутамата снижают рKа (константу кислотности) этого протона, что позволяет ему быстро быть удалённым с субстрата при помощи остатка Glu-376.
По мере того как происходит депротонирование альфа-углерода (С2), про-R водород бета-углерода (С3) покидает молекулу субстрата и тот, уже как гидрид анион движется к FAD в согласованной стадии. Протон присоединяется к Re стороне FAD в положении N-5, при этом фермент удерживает FAD на месте посредством водородных связей с участком пиримидина и гидрофобных взаимодействий с диметилбензоловой частью. Субстрат теперь превращается в a,β-ненасыщенные тиоэфир.
Как только FAD принимает гидрид анион, атом карбонильного кислорода, прилегающий к атому азота в положении N-1 становится отрицательно заряженным. Эти электроны находятся в резонансе с N-1 атомом азота, которые распространяют и стабилизируют в результирующий отрицательный заряд. Заряд также стабилизируется водородной связью между атомами кислорода и азота и различными аминокислотными остатками активного центра фермента.

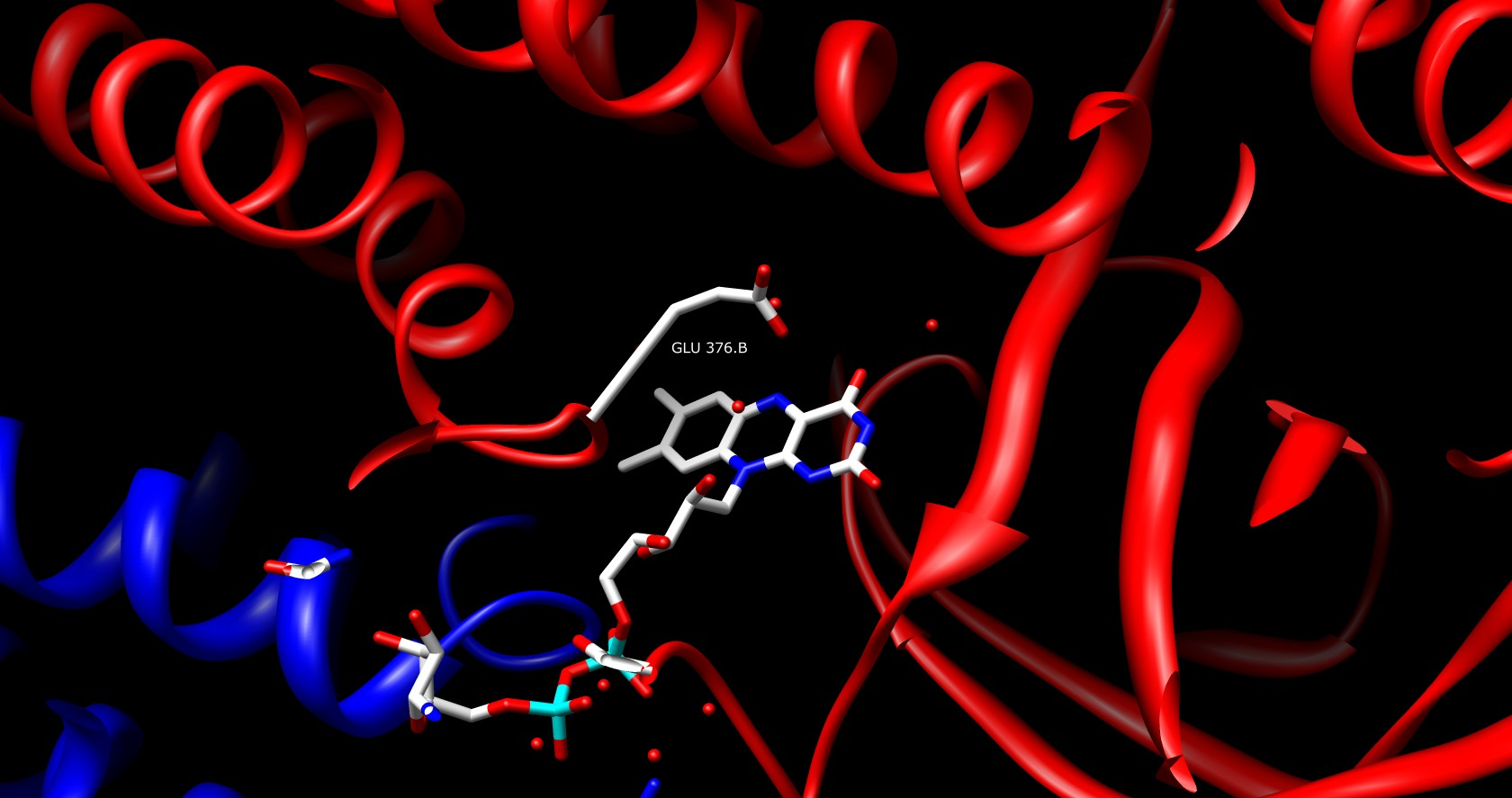
Крупным планом показан участок активного центра ацил-КоА-дегидрогеназы со средней длиной цепи (MCAD). Молекула FAD связана. Субстрат начнёт связываться в пространстве между остатком Glu-376 и FAD, когда произойдёт активация процесса β-окисления жирных кислот.

## Дефицитные состояния, связанные с метаболическими нарушениями человека
Дефицитные состояния ацил-КоА-дегидрогеназ приводят к замедлению процессов β-окисления жирных кислот, тем самым показывая, метаболические нарушения. Наиболее частыми являются генетические нарушения такими, как дефицит ацил-КоА-дегидрогеназ жирных кислот со средней длиной цепи (MCADD, сокр. от англ. Medium-chain acyl-CoA dehydrogenase deficiencies) аутосомно-рецессивное заболевание, приводящее к летальным состояниям организма. Некоторые симптомы, характеризующие MCADD: приступы рвоты, гипогликемия и синдром внезапной младенческой смерти (развивается на фоне обильной утилизации глюкозы) и другие. Все эти симптомы непосредственно связаны с накоплением жирных кислот средней цепи (особенно каприловой) и их производных в крови и вторичным дефицитом карнитина. Это приводит к закислению и понижению pH крови и, как следствие, к ацидозу. Большую опасность эти проявления MCADD представляют у новорождённых детей, среди них наблюдается самая высокая летальность (до 60 %).
Причиной МСАDD является мутация гена ACADM. Примерно в 90 % случаев она проявляется в замене лизина в позиции 304 (Lys-304) на глутамат, тем самым лишает фермент нормального функционирования. Мутация выявляется у 1 из 20000 новорождённых каждый год. Так как MCADD относится к рецессивным мутациям, то часто родители детей, которые страдают от дефицита могут быть потом диагностированы как носители. 

### Молекулярные основы мутации
В организме человека наиболее распространённые естественные мутации в MCAD происходят по аминокислотному остатку лизина в позиции 304 (Lys-304). В результате точечных мутаций в боковой цепи происходит замена лизина на остаток глутамата. Lys-304, как правило, взаимодействует с окружающими аминокислотными остатками, образуя водородные связи с остатками Gln-342, Asp-300 и Asp-346. Когда происходит мутация и место лизина занимает глутамат, то он вызывает негативное проявление — дополнительный отрицательный заряд (вследствие наличия у последнего двух карбоксильных групп) внедряется на той стороне, где образуется водородная связь, разрушая её. Такое нарушение изменяет складчатую структуру фермента, в конечном счёте, ставя под угрозу его стабильность и подавляя его главную функцию — окисление жирных кислот. Эффективность мутировавшего белка примерно в 10 раз ниже, чем у нативного белка. Это приводит к симптомам MCADD.